# Rokoš
Rokoš (1010 m n.p.m.) – drugi co do wysokości szczyt w Nitrickich Wierchach, jednostce Gór Strażowskich, w Centralnych Karpatach Zachodnich na Słowacji. Masyw Rokoša dominuje od zachodu nad doliną środkowej Nitricy między wsiami Nitrianske Rudno (na północy) i Diviacka Nová Ves (na południu).

## Położenie
Leży w środkowej części Nitrickich Wierchów, w ich głównym grzbiecie. Na północy od masywu Suchego Wierchu (1028 m n.p.m.), najwyższego szczytu Nitrickich Wierchów, oddziela go Sedlo Rázdelie (685 m n.p.m.). Na południu płytkie Sedlo Rokoš (945 m n.p.m.) oddziela go od Małego Rokoša (953 m n.p.m.) oraz od dalszego ciągu grzbietu Nitrickich Wierchów, opadającego wieloma odnogami na południe i południowy zachód, ku dolinom Nitricy i Nitry. Przez szczyt przebiega granica powiatów Prievidza oraz Bánovce nad Bebravou.

## Charakterystyka
Masyw Rokoša zbudowany jest z trzeciorzędowych skał osadowych. Tworzą go masywne warstwy dolomitów pochodzących ze środkowego triasu z wkładkami wapieni, zaliczane do płaszczowiny choczańskiej, spoczywające na marglistych utworach zaliczanych już do płaszczowiny kriżniańskiej. Na wschodnich stokach spotkamy utwory jury i dolnej kredy. Jest mocno rozczłonkowany głębokimi dolinami, które są rozdzielane wysokimi grzbietami, okolonymi skalnymi ścianami i najeżonymi fantazyjnymi turniczkami. Poza tym formy rzeźby krasowej są nieliczne, ograniczają się do inicjalnych form lapiazu oraz kilkunastu krótkich (do niespełna 50 m) jaskiń o skromnej szacie naciekowej.
Wschodnie stoki masywu Rokoša należą do dorzecza Nitricy, zachodnie – do dorzecza Radišy. Ze względu na węglanowe, przepuszczalne, krasowiejące podłoże, górne odcinki większości dolin masywu są bezwodne bądź też wypełniają się wodą jedynie okresowo (wiosenne topnienie śniegów, duże opady).
Cały masyw jest zalesiony, przeważają drzewostany bukowe. Godnym uwagi jest dąb omszony, który rośnie tu na północnej granicy swego występowania, a jego stanowiska pod szczytem Rokoša są najwyższymi na terenie całej Słowacji. Drugim gatunkiem wartym uwagi jest sosna zwyczajna, rosnąca na skalnych półkach i graniach. Kilka większych polan znajduje się w zach. części masywu, tu też, wzdłuż zach., skalistego ramienia Rokoša, występują większe obszary pokryte kserotermicznymi murawami naskalnymi.
Szczyt Rokoša oraz znaczna część jego masywu znajdują się w granicach rezerwatu przyrody Rokoš.

## Turystyka
Rokoš jest szczytem licznie odwiedzanym przez cały rok. Turystów przyciąga urozmaicony teren, interesująca flora, a brak panoramy ze szczytu rekompensują piękne i rozległe widoki z wielu innych punktów masywu.
Przez szczyt Rokoša biegnie czerwono  znakowany szlak turystyczny z Uhrovca (4 godz. 15 min.) na Suchy Wierch (3 godz. 30 min.). Szlak ten nosi obecnie nazwę Chodník Ľ. Štúra a A. Dubčeka. Jego ślepa odnoga prowadzi na widokową polanę na południowo-zachodnim ramieniu góry, 30 m poniżej szczytu, na której znajduje się niewielki, skromny pomnik poświęcony Štúrowi i Dubčekowi, urodzonym w położonym niedaleko Uhrovcu. Płyta na pomniku, ustawionym tu społecznym wysiłkiem mieszkańców w 1968 r., po stłumieniu Praskiej Wiosny została zniszczona przez „nieznanych sprawców”. Nową ufundowali mieszkańcy Uhrovca w 1996 r.
Masyw Rokoša udostępniają również inne znakowane szlaki turystyczne z miejscowości Uhrovské Podhradie (na zach.) oraz Diviacka Nová Ves, Ješkova Ves nad Nitricou i Nitrianske Rudno (na wsch.).